# Cohors I Latobicorum et Varcianorum
Die Cohors I Latobicorum et Varcianorum [equitata] (deutsch 1. Kohorte der Latobiker und Varcianer [teilberitten]) war eine römische Auxiliareinheit. Sie ist durch Militärdiplome und Inschriften belegt.

## Namensbestandteile
- Latobicorum et Varcianorum: der Latobiker und Varcianer. Die Soldaten der Kohorte wurden bei Aufstellung der Einheit aus den Volksstämmen der Latobiker und Varcianer auf dem Gebiet der römischen Provinz Pannonia rekrutiert.[1] Möglicherweise wurden aber auch zwei bereits bestehende Kohorten, die Cohors I Latobicorum und die Cohors I Varcianorum zu einer Einheit zusammengefasst.[2]

- pia fidelis: loyal und treu. Domitian (81–96) hatte den ihm treu gebliebenen römischen Streitkräften in Germania inferior nach der Niederschlagung des Aufstands von Lucius Antonius Saturninus die Ehrenbezeichnung pia fidelis Domitiana verliehen; es ist unsicher, ob dieser Zusatz auch an die Kohorte verliehen wurde.[3][A 1]

- equitata: teilberitten. Die Einheit war ein gemischter Verband aus Infanterie und Kavallerie. Der Zusatz kommt in der Inschrift (AE 1972, 226) vor.

Da es keine Hinweise auf den Namenszusatz milliaria (1000 Mann) gibt, war die Einheit eine Cohors (quingenaria) equitata. Die Sollstärke der Kohorte lag bei 600 Mann (480 Mann Infanterie und 120 Reiter), bestehend aus 6 Centurien Infanterie mit jeweils 80 Mann sowie 4 Turmae Kavallerie mit jeweils 30 Reitern.

## Geschichte
Die Kohorte war in den Provinzen Germania und Germania inferior stationiert. Sie ist auf Militärdiplomen für die Jahre 80 bis 158 n. Chr. aufgeführt.
Der erste Nachweis der Einheit in Germania beruht auf einem Diplom, das auf 80 datiert ist. In dem Diplom wird die Kohorte als Teil der Truppen (siehe Römische Streitkräfte in Germania) aufgeführt, die in der Provinz stationiert waren. Weitere Diplome, die auf 98 bis 158 datiert sind, belegen die Einheit in Germania inferior.
Der letzte Nachweis der Kohorte beruht auf der Inschrift (AE 1972, 226), die auf 211/217 datiert ist.

## Standorte
Standorte der Kohorte in Germania waren möglicherweise:
- Römerlager Wesseling

## Angehörige der Kohorte
Folgende Angehörige der Kohorte sind bekannt.

### Kommandeure
| - [?], vermutlich ein Präfekt (AE 1972, 226) - Pompeius Honoratus, ein Präfekt (AE 1990, 727) | - Q(uintus) Porcius Vetustinus, ein Präfekt (CIL 2, 4240) |

### Sonstige
| - Aemilius Lasciv(u)s, ein Soldat (CIL 13, 8316) | - Appius Mercator Attonis, ein Reiter (AE 1990, 727) |